# Longitarsus fowleri
Longitarsus fowleri es una especie de insecto coleóptero de la familia Chrysomelidae. Fue descrita científicamente en 1967 por Allen.